# Vicalvi
Vicalvi település Olaszországban, Lazio régióban, Frosinone megyében. Lakosainak száma 733 fő (2023. január 1.). Vicalvi Alvito, Casalvieri, Posta Fibreno és Fontechiari községekkel határos.

## Népesség
A település lakossága az elmúlt években az alábbi módon változott:
| Lakosok száma | 761  | 770  | 733  |
|               | 2017 | 2018 | 2023 |